# 田中善立

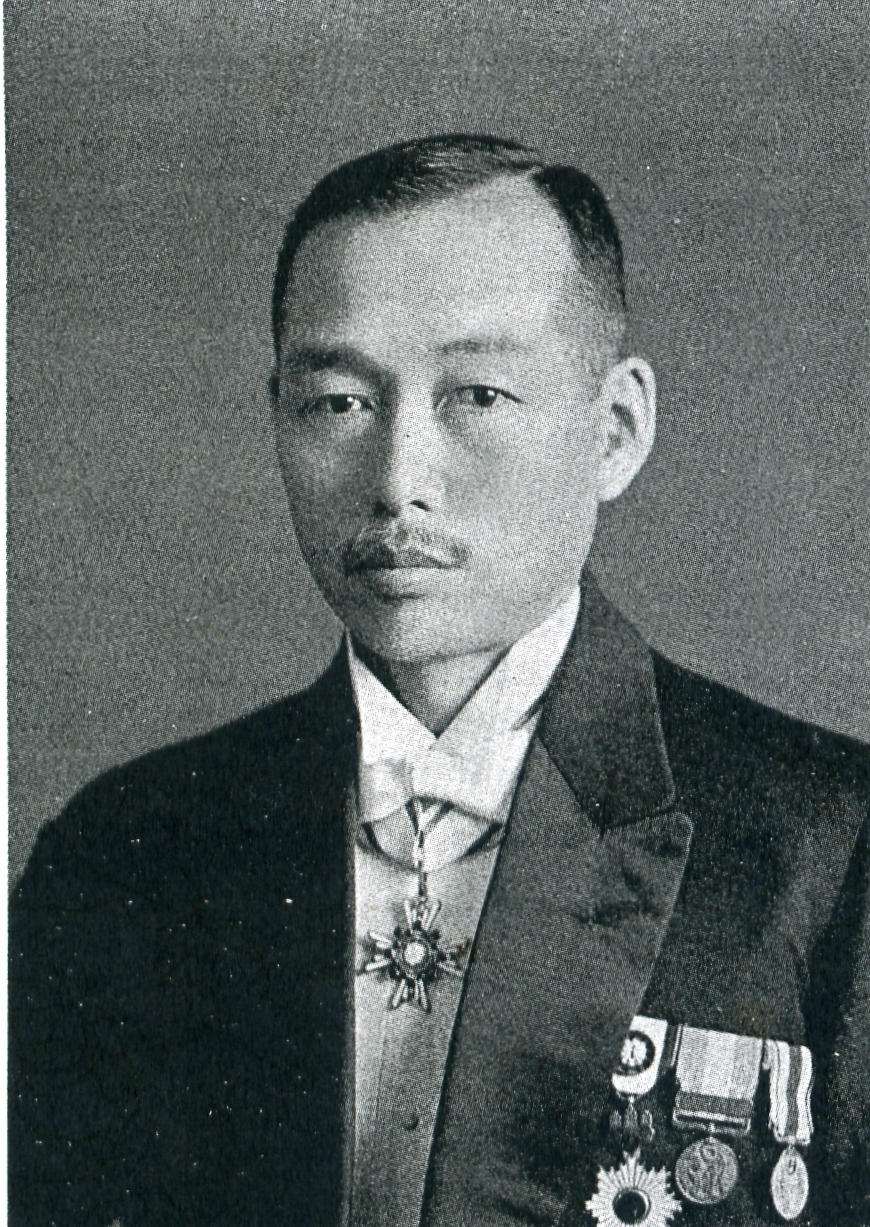
田中善立

田中 善立（たなか ぜんりゅう、1874年（明治7年）11月24日 - 1955年（昭和30年）2月20日）は、明治から昭和前期の教育者、僧侶、政治家。衆議院議員（7期）。

## 経歴
愛知県愛知郡、のちの篠原村（松葉村、常磐村大字篠原を経て現名古屋市中川区）で、豪農・田中平八、タキ夫妻の二男として生まれる。熱心な真宗信徒の父が中学進学を認めなかったため、13歳で出家得度し真宗大谷派名古屋別院内の普通学校（現名古屋大谷高等学校）に入学し、校長南条文雄の薫陶を受けた。1891年（明治24年）12月に上京し東京英語学校（現日本学園中学校・高等学校）に入学し、1892年（明治25年）夏、哲学館（現東洋大学）に転じた。井上円了、村上専精らから仏教哲学、西洋哲学を学び1895年（明治28年）に卒業し、1年余りインド哲学を研鑽した。1896（明治29年）10月、母校の大谷派普通学校に教員として赴任。1897（明治30年）8月、真宗東京中学校に転任した。1899（明治32年）3月、真宗大谷派の清国福建省泉州布教所駐在員として赴任し、布教と教育に従事した。1901（明治34年）4月、泉州に彰化学堂が開設され、その責任者となり地元の中流以上の子弟の教育を行い布教に従事した。1910年（明治43年）10月、家督を相続し、1911（明治44年）2月に帰国。この間、台湾総督府嘱託となる。
1912年（明治45年）5月、第11回衆議院議員総選挙に愛知県郡部から立憲政友会公認で出馬して初当選。以後、第16回総選挙まで連続して再選された。1931年（昭和6年）10月16日、愛知中央鉄道取締役社長として部下3人と共謀し東京、神奈川、大阪などの業者に虚偽の鉄道工事を請け負わせるとして18万余円の保証金を詐取、同社が三菱銀行名古屋支店に預け入れてある預金証書を担保に同行から4万円を借りて着服した事件で収容、同27日に背任容疑でも収容、同月末に詐欺及び業務上横領で起訴。1932年（昭和7年）2月、第18回総選挙で再選されたが、大審院で上告棄却となり懲役8月執行猶予2年の名古屋控訴院判決が確定して1935年（昭和10年）12月20日に議員を退職し、衆議院議員に通算7期在任した。これにより正五位返上を命じられ、勲三等及び大正三四年従軍記章/大正三年乃至九年戦役従軍記章、第一回国勢調査記念章、大礼記念章（大正/昭和）を褫奪された。この間、第2次大隈内閣海軍副参政官、第1次若槻内閣文部政務次官、鉄道会議議員、憲政会総務などを務めた。
その他、東洋大学講師などを務めた。墓所は多磨霊園。

## 著作
- 『尊皇奉仏論 : 立候補宣言書』三光堂、1912年。
- 『台湾と南方支那』新修養社、1913年。